# Inga Åberg
Ingeborg ”Inga” Elisabet Åberg, född 16 maj 1771 i Stockholm, död 19 juli 1837 därstädes, var en svensk skådespelare och sångerska. Hon tillhörde de mest populära och kända skådespelarna av sin samtid i Sverige. Hon var syster till skådespelaren Gustaf Åbergsson och aktiv både som sångerska vid Operan och som skådespelare vid Dramaten.

## Biografi

### Tidigt liv
Åberg var dotter till Jonas Åberg och Fredrika Maria Svahn. Hennes far var kunglig hovlakej och senare ekonomimästare vid hovet. Hennes morfar var målaren Carl Fredrik Svan. Det är möjligt att hennes farmor var Beata Sabina Straas, Sveriges första skådespelerska och senare åldfru vid hovet, men det är inte bekräftat.
Från 1781 studerade hon skådespelarkonst vid den Franska teatern i Stora Bollhuset. Hon var där studiekamrat med många andra av sin generations scenstjärnor, som Lars Hjortsberg och Maria Franck.

### Operan och Dramaten
Vid 16 års ålder debuterade hon 31 maj 1787 på Operan som Yngve i Frigga, och efter hennes uppträdande i pjäsen Gustav Adolf och Ebba Brahe året därpå uppmärksammades hon av Gustav III. Hon engagerades 1788 vid både Operan och Dramaten som både operasångerska och talskådespelare.
Åberg betraktades som en av de främsta scenartisterna av sin generation. Hon omtalades senare som den enda infödda sångerska i Sverige som kunde mäta sig med Caroline Müller, Franziska Stading och de övriga utländska sångerskor, som dominerade den svenska operascenen mellan Elisabeth Olins avgång 1784 och Jeanette Wässelius uppgång 1800. Det sades om Åberg att hon ”fullkomligen bemäktigar sig karaktären av den person, hon föreställer”. Hon utförde alla slags roller och berömdes för sin grace, sin sångröst och sina ”förföriska behagligheter”. Hon var en av de få skådespelare av sin generation, som inte ansågs för gammal av kritikern Klas Livijn i slutet av artonhundratalets första årtionde.
Bland hennes mest omtalade roller var succén som Julie i Tanddoktorn mot Lars Hjortsberg säsongen 1799–1800, och huvudrollen i Kalifen i Bagdad mot sin bror Gustav Åbergsson och Jeanette Wässelius 1806. Andra omtalade roller var Maria Efrosyne i Drottning Kristina (1790), Siri Brahe i Gustav Adolf och Ebba Brahe (1787–88) och Teodor (byxroll) i De båda kammarpagerna; ”en ande” i Armide och Yngve i Frigga (1786–87), Carl i Folke Birgersson till Ringstad (1792–93), Carl Sjöcrona i Det farliga förtroendet (1793–94), Gustafva i De gamla friarna (1795–96), Agarenne i Panurge på lanterneön (1799–1800), Madame de Brillon i Herr des Chalumeaux (1807–08) och Lisetta i Griselda 1809–10. Hon medverkade 1796 i rollen som Almaide i föreställningen Karavanen, som hölls för att fira kungens myndighetsförklaring, och spelade där mot Kristofer Kristian Karsten, Carl Stenborg, Louis Deland, Abraham de Broen och Caroline Müller. Gjörwell skrev om hennes uppträdande i lustspelet Tanddoktorn: ”Mamsell Inga Åberg, ensam uti hela pjäsen af sitt kön, etalerade också med allo flit sina förföriska behagligheter och sjöng med all möjlig grace.” I Fästmännerna mot Jeanette Wässelius (1810) berömdes hon för ”vanlig finess och livlighet”. Hon introducerade 1810 Markis Tulipano som sin recettföreställning på Operan, vilket var en innovation, men som av kritikerna såg som för burlesk för operascenen.
Hennes skönhet tilldrog sig mycket intresse, men ansågs också ha inverkat negativt på hennes karriär. Enligt en samtida kritiker hade hon stor talang, men försummade den därför att hon hade blivit intalad att hennes utseende innebar att hon inte behövde utveckla sin begåvning, vilket fick till följd av hennes begåvning aldrig till fullo nådde sin fulla potential. En samtida levnadstecknare sade att hon: ”skulle ha blivit en stor sångerska och en utmärkt aktris, om icke hennes ovanliga skönhet varit ett hinder för hennes konstnärsutbildning och hon förletts att betrakta denna egenskap såsom en förvärvskälla, rikare ehuru ej i längden säkrare än konsten.”

### Privatliv
Åberg fick rykte om sig att vara kurtisan, vilket uppges vara anledningen till att hennes yngre bror Gustav Åbergsson ändrade sitt efternamn från Åberg till Åbergsson för att inte ”kännas vid sin ökända systers namn”. Åberg ska vid sexton års ålder ha ”enleverats” från sitt hem av hovstallmästaren Carl Gustaf von Stockenström, som några år senare stupade i en duell, vilket ska ha gjort att hon ”blifvit melankolisk och kommit i samvetskval”.
Hon visade sig enligt Gjörwell i Vauxhallen i Kungsträdgården en septemberafton 1797 ”klädd i den nyaste parisiska fruntimmersdräkten à la grecque, nämligen på sin ateniensiska uti denna republiks lättfärdigaste ålder — med pantalons långt upp och noga efter lifvet, med en légère florskappa, som hindrade ingens öga att se igenom, samt med bara fötter på en såla, fästad vid smalbenet med band, också à l'antique, och slutligen med guldringar på tårna. Hennes öfre charmer voro äfven så litet cacherade. Allt annoncerade dagens Lais, men, — tillägger gubben — pris vare emellertid vårt ännu så till vida ärbara publikum, gjorde denna nymodiga, denna half nakna skönhet icke den väntade lyckan på Vauxhallen, hvarest eljest friheten är mycket rådande och smaken varierad, och donna Inga lärer icke visa sig där så klädd för andra gången.”
Åberg blev föremål för en omtalad skandal när den förmögne köpmannen Hall från Göteborg år 1801 satte sin unge son John Hall i hennes fostran under en resa till S:t Petersburg för att hon skulle få bukt med hans ”självsvåld” och lära honom den ”stora världens manér”. Hon tog emot mycket pengar för detta, vilket fadern såg som ett gott prov på den vård hon gav hans son. Åberg och hennes elev ”färdades landvägen uti en stor, mycket inventiöst inredd engelsk täckvagn jämte köksvagn, lifkusk, kock och betjänter. I den ryska hufvudstaden skildes de emellertid snart åt, och unge Hall förklarade henne sedan vara en ’listig äfventyrerska’”.

### Senare liv
Åberg avslutade sin anställning vid Operan och Dramaten 1810. Hon bosatte sig sedan ett par år med operasångaren Howing på landet, ”och blef honom trogen, så länge han hade någonting kvar. Då hon 1817 återvände till scenen, hade de egenskaper, hvarmed hon förut tjusat publiken, till stor del gått förlorade, och hon blef ej reengagerad.”
Hon uppträdde sedan vid olika kringresande teatersällskap i landsorten. Hon och hennes dotter var engagerade vid Sillgateteatern och Segerlindska teatern i Göteborg mellan 1812 och 1823; först vid Johan Anton Lindqvists teatersällskap, som då uppträdde där, och från 1820 när hennes bror Gustaf Åbergsson var teaterns direktör. Under denna tid uppträdde hon som tragedienne, i byxroller i Lilla Matrosen, som Susanna i Figaros bröllop, och sades uppvisa ett ”friskt och munter lynne”. Hon fick god kritik under sina år i Göteborg och ansågs av teaterkritiker, särskilt under sin tid hos Lindqvist, ha varit en av få verkligt goda aktörer i Göteborg, där de enda invändningarna handlade om hennes ålder.
I maj 1824 spelade hon i Norrköping på Carl Stenborgs privilegium i ledning för en egen trupp. Året därpå 1825 spelade hon Elisabet i Maria Stuart i K.G. Bonuviers teater i Åbo i Finland mot Maria Sylvan. Initialt spelade hon oftast huvudrollerna inom dessa kringesande sällskap, men ”sjönk sedan småningom ner till en lägre scenisk region”. Nils Arfvidsson uppgav: ”Jag såg Inga Åberg såsom gammal gumma, assisterad snart sagdt af trashankar, på en landsortsteater med oförminskad liflighet, men på ett ganska plumpt sätt återgifva en karlroll i Hallmans Boussaronerna.”
Hon ska ha tillbringat sina sista år som danslärare i Göteborg tillsammans med sin dotter. Hon fick en dotter, Wendla Gustafva Åberg (Stockholm 28 september 1791–1864, Göteborg), tillsammans med hovstallmästaren Carl Gustaf von Stockenström, som uppträdde i Johan Anton Lindqvists, Gustaf Åbergssons och Carl Wildners teatersällskap, kom att omtalas som Göteborgs kanske mest framstående solodansös vid Sillgateteatern och efter avslutad scenkarriär blev en populär danslärare för döttrarna inom Göteborgs borgarsocietet från 1825  och till ännu på 1850-talet.